# Championnat du Portugal de beach soccer 2010
 (signalé en juin 2025).
Si vous disposez d'ouvrages ou d'articles de référence ou si vous connaissez des sites web de qualité traitant du thème abordé ici, merci de compléter l'article en donnant les références utiles à sa vérifiabilité et en les liant à la section « Notes et références ».
- Archive Wikiwix
- Bing
- Cairn
- DuckDuckGo
- E. Universalis
- Gallica
- Google
- G. Books
- G. News
- G. Scholar
- Persée
- Qwant
- (zh) Baidu
- (ru) Yandex
- (wd) trouver des œuvres sur Wikidata

 (juin 2025).
Motif : Aucun source trouvée à ce sujet ; absence d'interwiki
- Archive Wikiwix
- Bing
- Cairn
- DuckDuckGo
- E. Universalis
- Gallica
- Google
- G. Books
- G. News
- G. Scholar
- Persée
- Qwant
- (zh) Baidu
- (ru) Yandex
- (wd) trouver des œuvres sur Wikidata

| 1. | Préciser le motif de la pose du bandeau. | Précisez le motif de la pose du bandeau en utilisant la syntaxe suivante : {{admissibilité à vérifier\|date=juillet 2025\|motif=remplacez ce texte par le motif}}                                                 |
| 2. | Informer les utilisateurs concernés.     | Pensez à avertir le créateur de l'article, par exemple, en insérant le code ci-dessous sur sa page de discussion : {{subst:avertissement admissibilité à vérifier\|Championnat du Portugal de beach soccer 2010}} |

Le Championnat du Portugal de beach soccer 2010 est la première édition du championnat national portugais de beach soccer.
Le vainqueur fut le Sporting Clube de Portugal au terme d'un parcours fantastique emmené par deux des meilleurs joueurs du Monde : Madjer et Belchior.

## Classement
| Rang | Équipe                     | Pts | J | G | N | P | Bp | Bc | Diff |
| ---- | -------------------------- | --- | - | - | - | - | -- | -- | ---- |
| 1    | Sporting Clube de Portugal | 21  | 7 | 7 | 0 | 0 | 48 | 9  | +39  |
| 2    | SL Benfica                 | 15  | 7 | 5 | 0 | 2 | 27 | 16 | +11  |
| 3    | AD Sótão                   | 12  | 7 | 4 | 0 | 3 | 20 | 20 | 0    |
| 4    | Vitória Guimarães          | 12  | 7 | 4 | 0 | 3 | 19 | 20 | -1   |
| 5    | Varzim                     | 9   | 7 | 3 | 0 | 4 | 22 | 33 | -11  |
| 6    | Vitória Setúbal            | 6   | 7 | 2 | 0 | 5 | 21 | 40 | -19  |
| 7    | Naval                      | 4   | 7 | 1 | 1 | 5 | 19 | 27 | -8   |
| 8    | FC Porto                   | 4   | 7 | 1 | 1 | 5 | 21 | 32 | -11  |

## Le parcours du champion
- Sporting 6-0 AD Sótão
- FC Porto 3-6 Sporting
- Sporting 5-2 Naval
- Sporting 6-0 Vitória Guimarães
- Sporting 8-2 Vitória Setúbal
- Sporting 12-0 Varzim
- Benfica 2-5 Sporting

## L'effectif champion
- Pedreiro
- Paulo Graça
- Coimbra
- Fernando DDI
- Jordan
- Eduardo
- Alan
- Madjer
- Buru
- Bruno Malias
- Belchior
- Bilro
- Fábio
- Bruno Novo